# Thomas F. Salzer
Thomas Franz Wilhelm Salzer (* 11. Juli 1912 in St. Pölten; † 13. Mai 2008 in Wien) war ein österreichischer Industrieller und Altverleger. Er leitete Unternehmen der Papierindustrie und gründete 1946 den Buchverlag Carl Ueberreuter.

## Leben und Wirken

### Jugend und frühe Karriere
Thomas Franz Wilhelm Salzer stammt aus einer Familie, die sich in Böhmen bis etwa 1550 zurückverfolgen lässt und seit 1795 im Raume Wiener Neustadt und seit 1798 auch in St. Pölten in der Papierindustrie Fuß gefasst hat. 1866 übernahm der Familienbetrieb auch die Druckerei Ueberreuter in Wien-Alsergrund.
Thomas Salzer erlernte nach seiner Mittelschulzeit in St. Pölten an der Graphischen Lehr- und Versuchsanstalt in Wien das Buchdruckergewerbe. Während sein Bruder Heinrich Wilhelm Franz (1914–1968) die Papierfabrik in St. Pölten und vor allem den Papiergroßhandel in Wien übernehmen sollte, war er für die Übernahme vor allem der Druckerei vorgesehen und sammelte ab 1933 als Volontär in graphischen Betrieben des In- und Auslandes reiche Erfahrungen.
1935 als technischer Betriebsleiter in die Druckerei Ueberreuter eingetreten, übernahm Thomas 1938 deren Gesamtleitung und wurde 1941 so wie sein Bruder auch de jure Gesellschafter seines Vaters Johann Baptist Franz Albert (1888–1977), der sich vor allem um die St. Pöltner Papierfabrik (Salzer Papier) kümmerte. 1942 eingezogen und 1945 von den Amerikanern gefangen genommen, wurde Thomas bereits im Juli wieder freigelassen.

### Tätigkeit in der Nachkriegszeit
Die im St. Pöltner Stadtteil Stattersdorf situierte Papierfabrik war im Winter 1944/45 wegen Mangels an Kohle und Holz stillgelegt worden. Da die Sowjets die restlichen Vorräte geplündert hatten, konnte die Produktion Ende 1945 nur tageweise aufgenommen werden. Außerdem drängten die Sowjets auf einen Besitzerwechsel, doch konnte diese Krise durch Vermittlung des St. Pöltner Bürgermeisters Franz Käfer noch im Oktober 1945 überwunden werden. 
Da die Sowjets infolge der Zerstörung ihrer eigenen Infrastruktur keine Bücher drucken konnten, vergab der dortige Staatsverlag einen Großauftrag für Schulbücher an die Firma Salzer. Es wurde ein sowjetischer Oberst zur Unterstützung der Wiederinbetriebnahme im Februar 1946 abkommandiert, der den inzwischen ebenfalls heimgekommenen Vater bei der Beschaffung von Holz und Kohle sowie Transportmitteln unterstützte. Obwohl die Sowjets ihren Offizier schon im Mai 1946 wieder abzogen, wurden die für die Transporte des Papiers von St. Pölten in die Druckerei in Wien benötigten Lastautos zurückgelassen. Insgesamt „besetzten“ die Sowjets den St. Pöltner Betrieb etwa ein Jahr lang, haben sich aber nie in die Agenden der Firma eingemischt.
Schließlich gelang es trotz des Standorts in der sowjetischen Besatzungszone, Gelder für Investitionen aus dem Marshallplan zu bekommen. Da St. Pölten somit „auf Schiene“ war, konnte sich Thomas wieder ganz der Druckerei in Wien widmen, der sein eigentliches Interesse galt.
Noch im Jahre 1946 gründete er, im Vertrauen darauf, dass neben dem wieder anlaufenden Schulbetrieb auch im privaten Bereich ein großer Nachholbedarf bestehe, den Jugendbuchverlag Carl Ueberreuter. Dadurch wurde zunächst unternehmensstrategisch die bereits gegebene Produktionskette Zellulose-Papiererzeugung-Druck-Buchbindung um den noch fehlenden Bereich Buchverkauf vervollständigt. Als Salzer später auch in den Schulbuchbereich einstieg, frischte er mit seinen für damalige Verhältnisse farbenfrohen Produkten auch diesen Markt auf. Langfristig entstand ein weiteres Standbein, das nicht nur für das heimische Kulturleben wichtig wurde, sondern dank starkem Vertriebsnetz in Deutschland als einziger österreichischer Verlag mit hohem Exportanteil (80 % des Umsatzes) auch heute noch den gesamten deutschsprachigen Markt bearbeitet. Den stärksten Umsatz brachten die schwarz-weißen Taschenbücher und insbesondere die Hauptvorschlagsbände für den Deutschen Bücherbund, damals nach Bertelsmann die zweitgrößte Buchgemeinschaft in Deutschland, mit Auflagen von mehreren hunderttausend Exemplaren, für die Salzer auch den Versand von Österreich aus organisiert hat.
Noch vor dem Ende der Besatzungszeit (1955) tätigte Salzer umfangreiche Investitionen in den Maschinenpark des Standortes Wien IX, bald darauf startete er den Ausbau des Druckereigebäudes, soweit dies bei dem geltenden Baurecht möglich war. Im Hinblick auf die rasante technische Entwicklung der EDV stellte Salzer als erster in Österreich auf Lichtsatz um und installierte sowohl eine Offsetabteilung als auch eine eigene Computerformular-Endlosdruckerei.

### Späte Karriere
Da der Zu- und Abtransport von 8.000 Tonnen Papier und der fertigen Bücher (1973: 8 Millionen Bücher pro Jahr, ein Drittel der österreichischen Buchausfuhr) im engen Wien immer schwieriger wurde und der Standort auch sonst viel zu klein geworden war, erwarb Salzer ein rund 60.000 m² umfassendes Industriegrundstück in Korneuburg und ließ dort den damals modernsten amerikanischen, etwa 35 m langen „Buchautomaten“ aufstellen. Diese Maschine revolutionierte die Herstellung von schwarz-weißen Büchern, indem sie alle Arbeitsgänge von der Papierrolle bis zum fertigen Buchblock in einem Durchlauf ermöglichte. 1972 übersiedelte die Endlosformular-Druckerei, 1974 (???) die Buchbinderei, zuletzt die Offsetdruckerei. Der 1973 erfolgte Kauf der Papierfabrik Schlöglmühl, wo Salzer auch holzartige Papiere und Kartons als Ergänzung des Sortimentes erzeugen wollte, hat sich allerdings letztlich nicht gelohnt. Damals fanden allein bei Ueberreuter inklusive des Verlagspersonals 450 Mitarbeiter Beschäftigung. Insgesamt zählte man 1200 Mitarbeiter an den vier Standorten St. Pölten, Wien, Korneuburg und Schlöglmühl, und Salzer gehörte mit ca. 900 Millionen Schilling Gesamtumsatz zu den 100 größten Firmen Österreichs. 
1968 wurde die St. Pöltner Zelluloseproduktion stillgelegt, und zwar zugunsten des mit modernstem Maschinenpark erfolgenden Einstieges in den Styroporbereich (Verpackungen, technische Formteile).
Nach Durchführung dieser Umstrukturierungen, an denen bereits sein älterer Sohn Michael Johann Rudolf (* 1941) beteiligt war, zog sich Thomas Salzer ab 1982 aus der Geschäftsführung zurück und gab auch alle Aufgaben in Papierorganisationen im In- und Ausland auf, so in der internationalen Vereinigung der Endlosdrucker, deren Mitbegründer er war.
Thomas Salzer wurde am Pötzleinsdorfer Friedhof (Gruppe F, Nummer 87) in Wien bestattet.